# Sofiivka, Zolotonoșa
Sofiivka (în ucraineană Софіївка) este o comună în raionul Zolotonoșa, regiunea Cerkasî, Ucraina, formată numai din satul de reședință.

## Demografie
Componența lingvistică a comunei Sofiivka
     Ucraineană (96,64%)
     Rusă (3,36%)
Conform recensământului din 2001, majoritatea populației comunei Sofiivka era vorbitoare de ucraineană (96,64%), existând în minoritate și vorbitori de rusă (3,36%).